# John Fabian
John McCreary Fabian (Goose Creek, 28 januari 1939) is een Amerikaans voormalig ruimtevaarder. Fabian zijn eerste ruimtevlucht was STS-7 met de spaceshuttle Challenger en vond plaats op 18 juni 1983. Tijdens de missie werden twee satellieten in een baan rond de Aarde gebracht.
In totaal heeft Fabian twee ruimtevluchten op zijn naam staan. In 1985 verliet hij NASA en ging hij als astronaut met pensioen.